# Ostrovo (miasto Požarevac)
Ostrovo (cyr. Острово) – wieś w Serbii, w okręgu braniczewskim, w mieście Požarevac. W 2011 roku liczyła 646 mieszkańców.